# Festival Internacional de Cine de Cannes de 1963
La 16.ª edición del Festival Internacional de Cine de Cannes se desarrolló entre el 9 al 23 de mayo de 1963. La Palma de Oro fue otorgada a El gatopardo de Luchino Visconti. El festival se abrió con Los pájaros, dirigida por Alfred Hitchcock.

## Jurado
Las siguientes personas fueron nominadas para formar parte del jurado de la competición principal en la edición de 1963:
- Armand Salacrou (Francia) Presidente
- Rouben Mamoulian (USA) Vicepresidente
- Jacqueline Audry (Francia)
- Wilfrid Baumgartner (Francia) (BDF official)
- François Chavane (Francia)
- Jean De Baroncelli (Francia) (crítico)
- Robert Hossein (Francia)
- Rostislav Yurenev (URSS)
- Kashiko Kawakita (Japón)
- Steven Pallos (Gran Bretaña)
- Gian Luigi Rondi (Italia)

Cortometrajes
- Henri Alekan (Francia) Presidente
- Robert Alla (Francia)
- Karl Schedereit (RFA)
- Ahmed Sefrioui (Marruecos)
- Semih Tugrul (Turquía) (periodista)

## Selección oficial
Las siguientes películas compitieron por la Palma de Oro:

### En competición – películas
- Les Abysses de Nikos Papatakis
- Alvorada de Hugo Niebeling
- La Cage de Robert Darène
- Carambolages de Marcel Bluwal
- Až přijde kocour de Vojtěch Jasný
- Codine de Henri Colpi
- L'ape regina de Marco Ferreri
- Kertes házak utcája de Tamás Fejér
- Wu Ze Tian de Li Han Hsiang
- I Fidanzati de Ermanno Olmi
- Pour la suite du monde de Pierre Perrault y Michel Brault
- Ouranos de Takis Kanellopoulos
- El buen amor de Francisco Regueiro
- Harakiri de Masaki Kobayashi
- Jak być kochaną de Wojciech Has
- Il gattopardo de Luchino Visconti
- Als twee druppels water de Fons Rademakers
- El señor de las moscas de Peter Brook
- Optimisticheskaya tragediya de Samson Samsonov
- El otro Cristóbal de Armand Gatti
- Le Rat d'Amérique de Jean-Gabriel Albicocco
- El ingenuo salvaje de Lindsay Anderson
- Matar a un ruiseñor de Robert Mulligan
- Tiutiun de Nikola Korabov
- Los Venerables todos de Manuel Antín
- ¿Qué fue de Baby Jane? de Robert Aldrich

### Películas fuera de competición
Las siguientes películas fueron seleccionadas para ser exhibidas fuera de la competición:
- 8½ de Federico Fellini
- The Birds de Alfred Hitchcock

### Cortometrajes en competición
Los siguientes cortometrajes competían para la Palma de Oro al mejor cortometraje:
- A fleur d'eau de Alex Seiler
- Bouket zvezdi de Radka Batchvarova
- Citizens Of Tomorrow de Jamie Uys
- The Critic de Ernest Pintoff
- Das Grabmal des Kaisers de Istvan V. Szots
- Di Domenica de Luigi Bazzoni
- La ferriera abbandonata de Aglauco Casadio
- Geel de Costia de Renesse
- Geschwindigkeit de Edgar Reitz
- Le Haricot de Edmond Sechan
- Images du ciel - Égypte o Égypte de Jacques Brissot
- The King's Breakfast de Wendy Toye
- My Flat (Moj stan) de Zvonimir Berkovic
- Nakymaton Kasi de Veronica Leo
- Oslo de Jørgen Roos
- Playa Insolita de Javier Aguirre
- Un Prince Belge de l'Europe, Charles Joseph de Ligne de Jacques Kupissonoff
- Sous le signe de Neptune de A.F. Sulk
- The Ride de Gerald Potterton
- You de István Szabó
- Zeilen de Hattum Hoving
- Zeleznicari de Evald Schorm

## Secciones paralelas

### Semana Internacional de la Crítica
Las siguientes películas fueron elegidas para ser proyectadas en la Semana de la Crítica (2.º Semaine de la Critique):
- Barnvagnen de Bo Widerberg
- Déjà s’envole la fleur maigre de Paul Meyer
- Hallelujah the Hills de Adolfas Mekas
- Le Joli Mai de Chris Marker, Pierre Lhomme
- Pelle viva de Giuseppe Fina
- Otoshiana de Hiroshi Teshigahara
- Porto das caixas de Paulo Cezar Saraceni
- Seul ou avec d'autres de Denys Arcand, Denis Héroux, Stéphane Venne
- Showman de Albert y David Maysles
- Slnko v sieti de Stefan Uher

No exhibida:
- Showman de Albert y David Maysles  Estados Unidos

## Palmarés

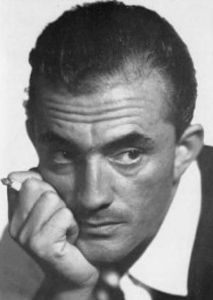
Luchino Visconti, ganador de la Palma d'Or

Los galardonados en las secciones oficiales de 1963 fueron:
- Grand Prix du Festival International du Film: Il gattopardo de Luchino Visconti
- Gran Premio del Jurado: 
  - Až prijde kocour de Vojtěch Jasný
  - Seppuku de Masaki Kobayashi
- Mejor guion: Dumitru Carabat, Henri Colpi y Yves Jamiaque per Codine
- Premio a la interpretación masculina: Richard Harris per El ingenuo salvaje
- Premio a la interpretación femenina: Marina Vlady per L'ape regina
- Palma de Oro al mejor cortometraje: 
  - Le Haricot de Edmond Séchan
  - In wechselndem Gefälle de Alexander J. Seiler
- Premio del Jurado al cortometraje: Moj Stan de Zvonimir Berković
- Mención especial al cortometraje: Di Domenica de Luigi Bazzoni y You de István Szabó
- Premio técnico al cortometraje: Zeilen de Hattum Hoving

### Premios independentes
- Premios FIPRESCI[7]ː 
  - El ingenuo salvaje de Lindsay Anderson (en competición)
  - Le Joli Mai de Chris Marker, Pierre Lhomme (Semana Internacional de la Crítica)

Commission Supérieure Technique
- Premio Vulcan: 
  - Až prijde kocour de Vojtěch Jasný
  - Codine de Henri Colpi

Premio OCIC
- Premio OCIC: I Fidanzati de Ermanno Olmi

Otros premios
- Premio Gary Cooper: Matar a un ruiseñor de Robert Mulligan
- Mejor evocación de una èpica de ruptura mundial: Optimisticheskaya tragediya de Samson Samsonov

## Ceremonias
- Datos: Q526875
- Multimedia: 1963 Cannes Film Festival / Q526875